# Dotto galattoforo
Dotto galattoforo o dotto lattifero o dotto mammario sono dei condotti che convergono a formare un sistema ramificato che collega il capezzolo ai lobuli della ghiandola mammaria. Quando avviene la lattogenesi, sotto l'influenza degli ormoni, il latte viene spostato nel capezzolo attraverso l'azione di contrazioni muscolari dall'interno del seno alla punta del capezzolo. Sono solitamente compresi da 12 a 22 in egual numero ai lobi ghiandolari presenti in ciascun seno; essi inoltre vanno incontro a dei fisiologici cambiamenti in particolari condizioni quali l’allattamento e la gravidanza.
Quando la donna non sta allattando, il condotto lattifero è spesso bloccato da un tappo costituito di cheratina. Questo contribuisce a prevenire l'ingresso dei batteri nel condotto nelle donne che non allattano.

## Struttura
I dotti lattiferi sono rivestiti da un epitelio colonnare sostenuto da cellule mioepiteliali . Prima del 2005, si pensava che all'interno del areola i condotti si dilatassero per formare i seni galattofori in cui il latte si sarebbe accumulato tra le sessioni di allattamento. Tuttavia alcuni studi hanno dimostrato che il seno lattiferi non esistono.

## Funzione
L'epitelio colonnare svolge un ruolo chiave nel bilanciare la produzione di latte, la stasi del latte e il riassorbimento. Le cellule dell'epitelio colonnare formano giunzioni strette che sono regolate da ormoni e fattori locali come la pressione e il contenuto di caseina. Gli ormoni prolattina e lattogeno placentare sono necessari per la chiusura a giunzione stretta, mentre il progesterone ne impedisce la chiusura prima della nascita.

## Patologia
Molte malattie del seno derivano dai dotti galattofori o sono strettamente correlate ad essi. Molti tumori al seno derivano dall'epitelio duttale, come il carcinoma duttale in situ, il tumore filloide e papilloma intraduttale della mammella. La mastalgia è spesso causata da uno squilibrio della secrezione mammaria nei lobuli e dal riassorbimento nei dotti. La mastite non ventrale può essere causata da un meccanismo simile in combinazione con un'infezione. Anche l'ectasia del condotto è simile alle precedenti. Altre patologie legate ai dotti galattofori sono gli ascessi subareolari e la metaplasia squamosa dei dotti galattofori. Infine si pensa che la maggior parte delle forme di cambiamenti al seno e di cisti fibrocistiche provengano dai dotti galattofori.